# Арбуга (река)
Арбуга (также Студёный Ручей) — река в России, протекает в Ульяновской области. Впадает в затон Криуши в правобережье Куйбышевского водохранилища. Длина реки составляет 14 км, площадь водосборного бассейна — 35 км².

## Данные водного реестра
По данным государственного водного реестра России относится к Нижневолжскому бассейновому округу, водохозяйственный участок реки — Куйбышевское водохранилище от посёлка городского типа Камское Устье до Куйбышевского гидроузла, без реки Большой Черемшан, речной подбассейн отсутствует. Речной бассейн реки — Волга от верхнего Куйбышевского водохранилища до впадения в Каспий.
Код объекта в государственном водном реестре — 11010000512112100004673.

## Галерея

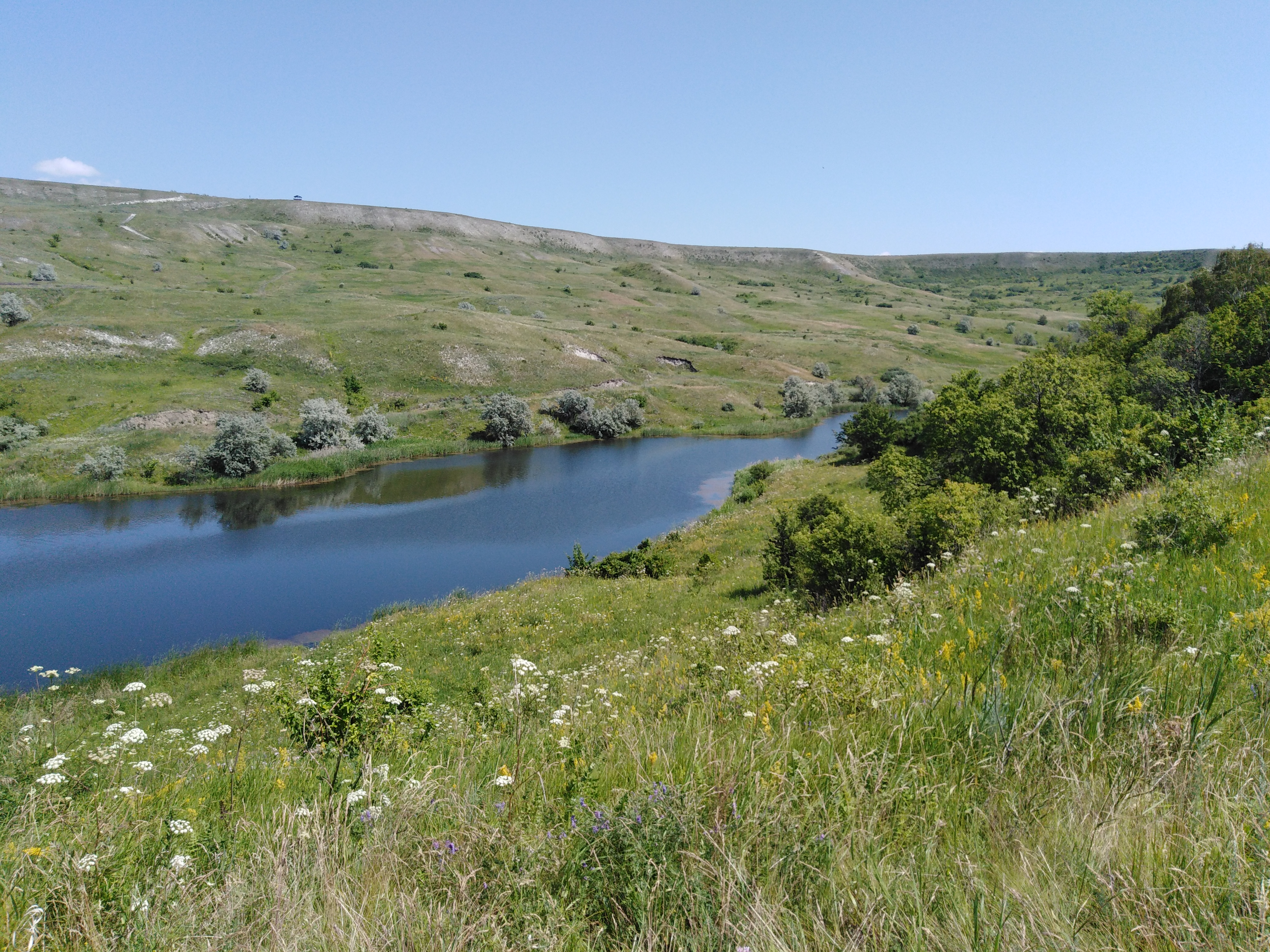
Арбуга, 2022 г.
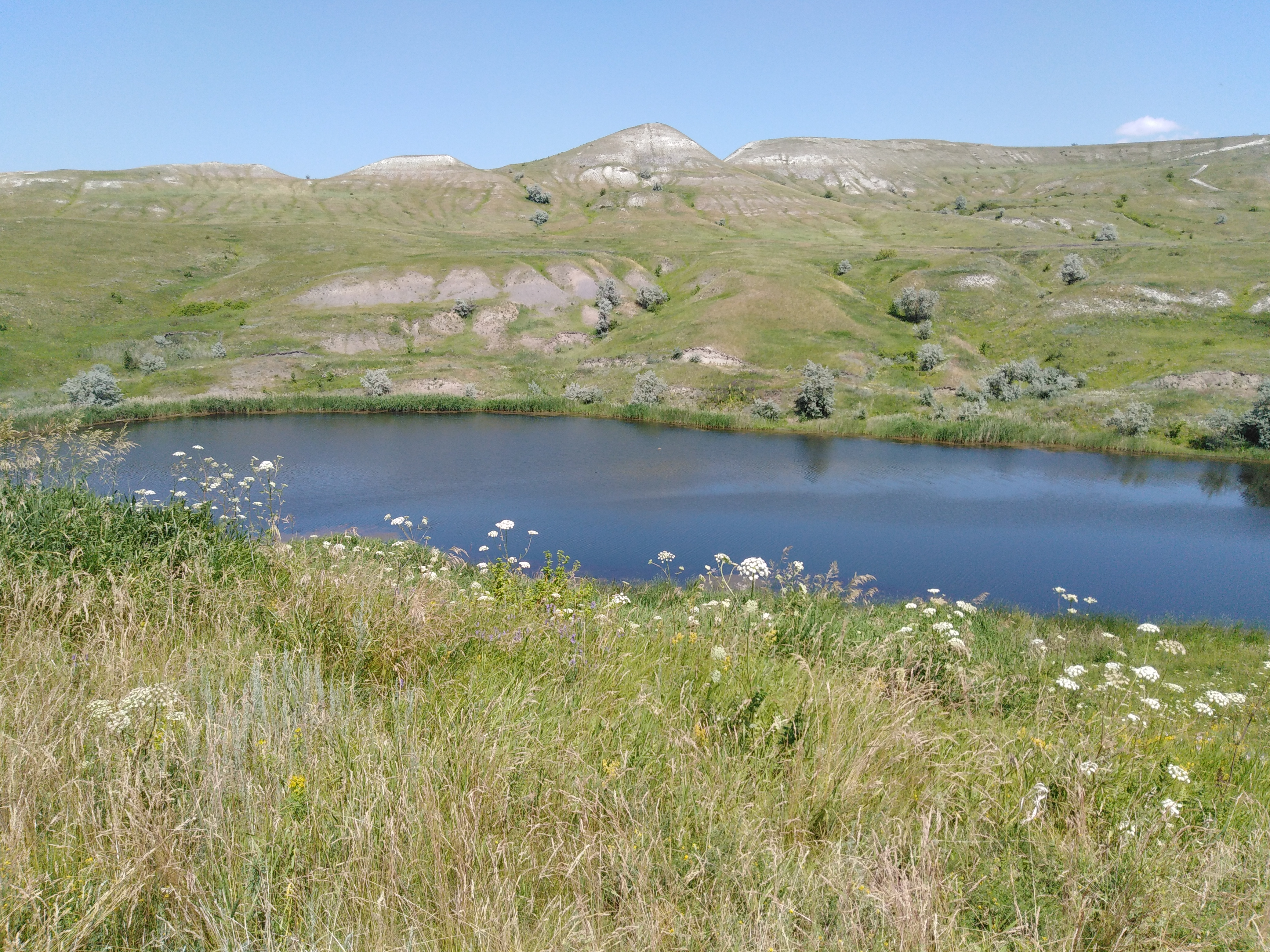
Арбуга близ устья
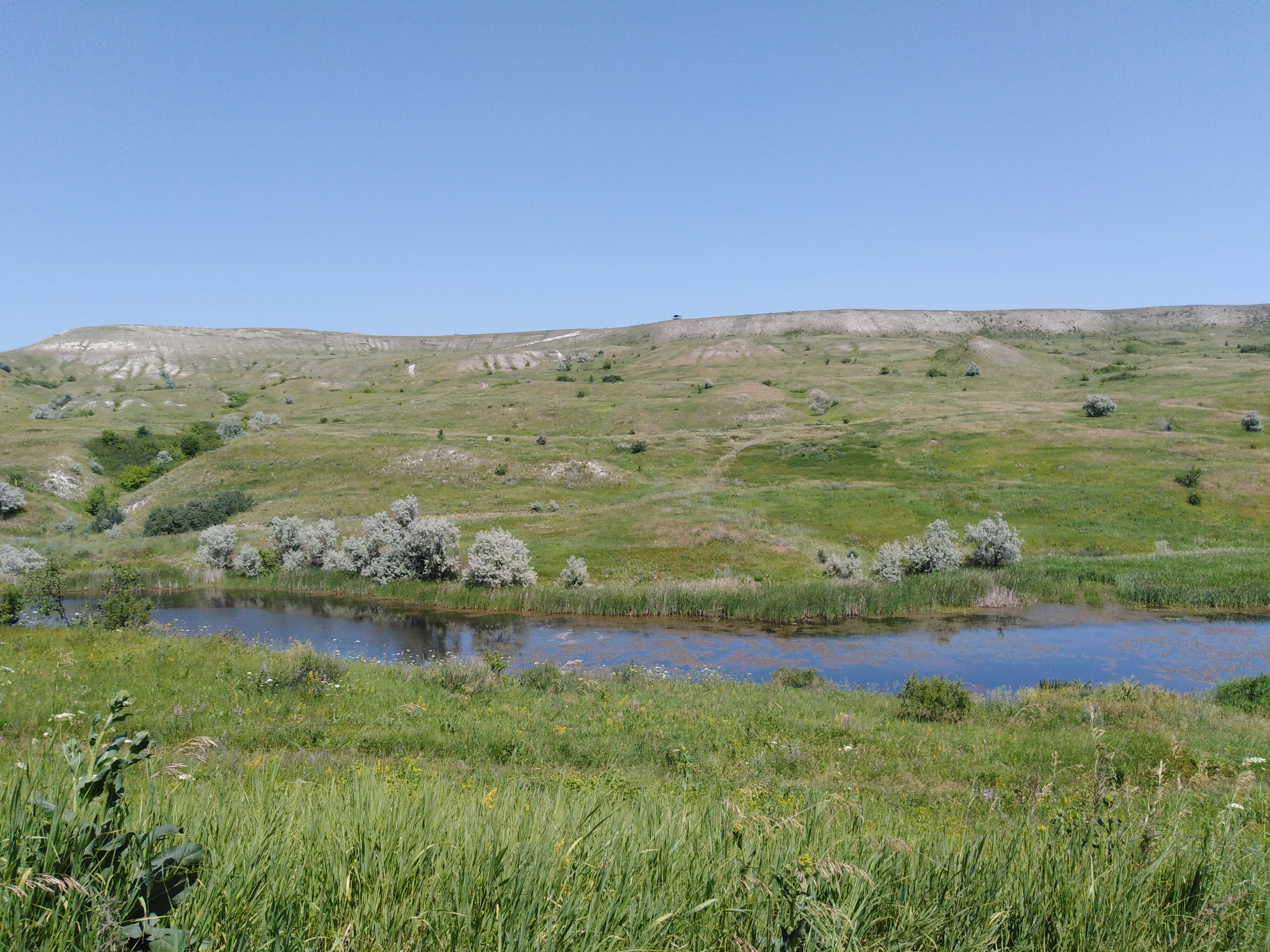
Арбуга в среднем течении

## Комментарии
1. ↑  Местные называют эту реку Студёный Ручей, например, среди жителей села Шиловка она известна только под этим названием.